# Sébastien Ortiz
Sébastien Ortiz (nom de plume de Fabrice Étienne), né le 28 avril 1972 à Vichy, est un écrivain et diplomate français.

## Biographie
Fabrice Étienne a étudié la science politique et le chinois à l'Institut d'études politiques d'Aix-en-Provence, à l'université de Provence et à l'Institut national des langues et civilisations orientales.
Après avoir été coopérant du Service national à Calcutta (Inde), il entre au ministère des Affaires étrangères le 1er octobre 1996. Sa carrière diplomatique le conduit notamment à occuper les postes de deuxième secrétaire près l'Ambassade de France en Indonésie (1999-2002), Conseiller de coopération et d’action culturelle à Rangoun et directeur de l’Institut français de Birmanie (2008-2012), Consul général de France à Calcutta (2012-2015). Après avoir dirigé l'unité de veille du Centre de crise et de soutien, il est actuellement Premier conseiller de l'ambassade de France au Cambodge.
En 2002, il publie son premier roman, Tâleb,,, aux éditions Gallimard. Le livre figure sur la liste de plusieurs prix littéraires, dont le Prix Femina et le Prix Médicis. Il est traduit aux Pays-Bas, au Portugal, en Grèce et en Inde.
En 2003, il reçoit le Prix de soutien à la création littéraire décerné par la Fondation Simone et Cino del Duca. L'année suivante, il effectue une résidence à la Villa Marguerite-Yourcenar.
En 2005 paraît Mademoiselle Cœur solitaire,,aux éditions Gallimard, qui met en scène un personnage secondaire du film d’Alfred Hitchcock Fenêtre sur cour interprété par Judith Evelyn. Le livre est traduit en polonais.
En 2009 paraît Fantômes à Calcutta,,, aux éditions Arléa, roman polyphonique qui revient sur son expérience de l’Inde. Le livre est traduit en anglais,,,,.
En 2012, il publie un recueil de nouvelles, Portraits birmans, aux éditions Arléa, également traduit en anglais.
En 2017, il publie aux éditions Arléa, sous le titre Dans un temple zen,,,,, le récit de son séjour d’un an dans un temple bouddhiste de Taiwan lorsqu’il avait vingt ans.
Son roman suivant, La Solitude du bonsaï, publié en 2019 chez Arthaud, narre les aventures rocambolesques d'un vieux diplomate français, féru du Japon, et qui se retrouve jeté dans le chaudron de Calcutta,.
En 2021, il fait paraître Châtelet-Lilas,,,, aux éditions Gallimard, dans lequel un conducteur de métro de la ligne 11 a acquis la faculté de percevoir les pensées les plus intimes des passagers qu'il transporte.  

## Œuvres

### Romans et nouvelles
- Tâleb, Gallimard, 2002  (ISBN 978-2070766437)
- Mademoiselle Cœur solitaire, Gallimard, 2005  (ISBN 978-2070774647)
- Fantômes à Calcutta, Arléa, 2009   (ISBN 978-2869598362)
- Portraits birmans, Arléa, 2012  (ISBN 978-2869599765)
- Dans un temple zen, Arléa, 2017   (ISBN 978-2363081292)
- La Solitude du bonsaï, Arthaud, 2019  (ISBN 978-2081449572)
- Châtelet-Lilas, Gallimard, 2021  (ISBN 978-2072847660)

### Anthologie
- Le Goût de Bali, Mercure de France, 2005  (ISBN 978-2715225596)